# مورگان هام
مورگان هام (به انگلیسی: Morgan Hamm) ژیمناست زادهٔ ۲۴ سپتامبر ۱۹۸۲ میلادی اهل کشور ایالات متحده آمریکا است.